# Veitchia vitiensis
Veitchia vitiensis  (лат.) — вид из рода Вейчия (Veitchia) семейства Пальмовые (Arecaceae). Эндемик островов Фиджи.

## Названия
Местные фиджийские названия: каивату (фидж. kaivatu), сакики (фидж. sakiki), ниу-сакики (фидж. niu sakiki).

## Распространение
Имеет ограниченный ареал, встречаясь только на островах Вити-Леву и Кандаву. Произрастает примерно на высоте 900 м в густых лесах, а также в редколесье.

## Биологическое описание
Дерево высотой до 16 м. Диаметр ствола — около 20 см. Древесина серо-коричневая. Листья длиной 2–5 м. Влагалища листа длиной 45 см, тёмно-зелёное, с небольшими светло-зелёными пятнами. Длина черешка листа — 5—50 см. На каждом стебле 30—50 гладких (за исключением красно-коричневой чешуйки на главной жилке) листочков. Длина центрального листочка — 45 см, ширина — 6,5 см. Соцветие достигает длины 1 м. Мужской цвет с 24–32 тычинками имеет длину 9 мм. Лепестки женских цветков достигают ширины 8 мм. Плоды красные или оранжевые. По форме яйцевидные или эллиптические (иногда шаровидные). Длина плодов — 11—22 мм, диаметр — 5—8 мм.

## Использование
Дерево используется фиджийцами при строительстве домов. Сердцевина, соцветия и семена растения съедобны.